# Ŭnsan
Ŭnsan (kor. 은산군, Ŭnsan-gun) – powiat w Korei Północnej, w prowincji P’yŏngan Południowy. W 2008 roku liczył 206 407 mieszkańców. Graniczy z powiatami Pukch’ang od północy i Sŏngch’ŏn od południa, a także z miastem P’yŏngsŏng od zachodu, oraz z należącym administracyjnie do stolicy kraju, Pjongjangu, powiatem Kangdong od południa. Przez powiat przebiega najdłuższa w kraju 819-kilometrowa linia P’yŏngna, łącząca stolicę Korei Północnej, Pjongjang, ze znajdującą się w północno-wschodniej części kraju specjalną strefą ekonomiczną Rasŏn.

## Historia
Przed wyzwoleniem Korei spod okupacji japońskiej tereny należące do powiatu wchodziły w skład powiatu Sunch’ŏn. Jako osobna jednostka podziału administracyjnego powiat Ŭnsan powstał w wyniku gruntownej reformy podziału administracyjnego w grudniu 1952 roku. W jego skład weszły wówczas tereny należące wcześniej do miejscowości Ŭnsan, Sinch'ang, Miljŏn, Pukch'ang (2 wsie) i Sŏnso (6 wsi – wszystkie miejscowości poprzednio znajdowały się w powiecie Sunch’ŏn). W maju 1974 roku ziemie powiatu ponownie włączono w skład powiatu Sunch’ŏn. Podczas przekształcenia powiatu Sunch’ŏn w miasto, tereny dawnego powiatu Ŭnsan weszły w skład jednej dzielnicy robotniczej (Ŭnsan-rodongjagu). Kolejny raz powiat Ŭnsan usamodzielnił się w styczniu 1992 roku. Składał się wówczas z jednego miasteczka (Ŭnsan-ŭp), jednej dzielnicy robotniczej (kor. rodongjagu) oraz 23 wsi (kor. ri).

## Podział administracyjny powiatu
W skład powiatu wchodzą następujące jednostki administracyjne:
| Nazwa jednostki administracyjnej | Rodzaj jednostki administracyjnej | Hangul       |
| -------------------------------- | --------------------------------- | ------------ |
| Ŭnsan-ŭp                         | miasteczko                        | 은산읍       |
| Kubong-rodongjagu                | dzielnica robotnicza              | 구봉로동자구 |
| Sŏngsan-rodongjagu               | dzielnica robotnicza              | 성산로동자구 |
| Chaedong-rodongjagu              | dzielnica robotnicza              | 재동로동자구 |
| Ch'ŏnsŏng-rodongjagu             | dzielnica robotnicza              | 천성로동자구 |
| Haksan-rodongjagu                | dzielnica robotnicza              | 학산로동자구 |
| Nam'ok-ri                        | wieś                              | 남옥리       |
| Namwŏn-ri                        | wieś                              | 남원리       |
| Taeyang-ri                       | wieś                              | 대양리       |
| Tongsam-ri                       | wieś                              | 동삼리       |
| Ryonghwa-ri                      | wieś                              | 룡화리       |
| Ryudong-ri                       | wieś                              | 류동리       |
| Ryujŏng-ri                       | wieś                              | 류정리       |
| Mang'il-ri                       | wieś                              | 망일리       |
| Miljŏn-ri                        | wieś                              | 밀전리       |
| Sudŏk-ri                         | wieś                              | 수덕리       |
| Suyang-ri                        | wieś                              | 수양리       |
| Suwŏn-ri                         | wieś                              | 수원리       |
| Sunghwa-ri                       | wieś                              | 숭화리       |
| Sinch'ang-ri                     | wieś                              | 신창리       |
| Yŏnhap-ri                        | wieś                              | 연합리       |
| Chehyŏn-ri                       | wieś                              | 제현리       |